# میکل لاسا
میکل لاسا (اسپانیایی: Mikel Lasa‎؛ زادهٔ ۹ سپتامبر ۱۹۷۱) یک بازیکن فوتبال اهل اسپانیا است.
از باشگاه‌هایی که در آن بازی کرده‌است، می‌توان به باشگاه فوتبال رئال مادرید، اتلتیک بیلبائو، رئال مورسیا، رئال سوسیداد و تیم ملی فوتبال اسپانیا اشاره کرد.
وی همچنین در تیم ملی فوتبال اسپانیا بازی کرده‌است.